# 조선민주주의인민공화국 건설건재공업성
건설건재공업성(建設建材工業省)은 조선민주주의인민공화국 내각의 중앙 행정기관으로 건축, 토목공사용 자재의 품질 검수, 실험, 감독 관리 등을 관장한다. 1957년 8월 3일 내각 건설성에서 분리 설치되었다. 건설건재공업성으로 승격하면서 중공업성, 경공업성의 건설 재료 관련 업무를 이관받았다.

## 연혁
- 1948년 9월 2일 건설성 설치
- 건설성 건설건재공업청 설치
- 1957년 8월 3일 건설성 건설건재공업청을 건설건재공업성으로 승격, 건설성에서 분리
- 폐지
- 1998년 7월 정무원 건설부와 건재공업성을 통합, 건설건재공업성 발족

## 조직
- 과학기술국

## 역대 상, 부상

### 역대 상
- 최재하(崔在廈), 1957년 8월 3일 ~ 1957년 9월 19일
- 최재하(崔在廈), 1957년 9월 20일 ~
- 조윤희 : 1998년 9월 1일 ~ 2005년 1월 11일
- 동정호 : 2005년 3월 ~ 2017년 5월
- 박훈 : 2017년 5월 ~ 2021년 1월
- 서종진 : 2021년 1월 ~

### 역대 부상
- 최영건 1998년 7월 ~
- 동정호(董正浩) 2005년 ~ 2005년 3월

## 산하 기관
- 과학기술국
- 품질량정국
- 단천광업건설련합기업소

## 같이 보기
- 건설성